# Hanumanthanahalli, Pavagada
Hanumanthanahalli là một làng thuộc tehsil Pavagada, huyện Tumkur, bang Karnataka, Ấn Độ.